# Rallus crepitans
Il rallo battente (Rallus crepitans J. F. Gmelin, 1789) è un uccello della famiglia dei Rallidi, diffuso nel continente americano.

## Descrizione
Questo rallide misura circa 36 cm di lunghezza e ha un peso compreso tra 200 e 400 g.

## Biologia
Si nutre principalmente di molluschi (cozze, vongole, lumache), artropodi, vermi e piccoli pesci.

## Distribuzione e habitat
Questa specie è diffusa nelle aree costiere degli Stati Uniti sud-orientali, del golfo del Messico, dell'America centrale, e di numerose isole caraibiche tra cui Anguilla, Antigua e Barbuda, Bahamas, Barbados, isole Cayman, Cuba, Dominica, Guadalupa, Haiti, Giamaica, Martinica, Montserrat, Saint Kitts e Nevis, Saint Lucia, Saint Vincent e Grenadine, Turks e Caicos, e isole Vergini.
Popola paludi, lagune salmastre e mangrovie, sempre in prossimità delle coste.

## Tassonomia
Sono note le seguenti sottospecie:
- Rallus crepitans crepitans J.F.Gmelin, 1789
- Rallus crepitans waynei Brewster, 1899
- Rallus crepitans saturatus Ridgway, 1880
- Rallus crepitans scottii Sennett, 1888
- Rallus crepitans insularum W.S.Brooks, 1920
- Rallus crepitans coryi Maynard, 1887
- Rallus crepitans caribaeus Ridgway, 1880
- Rallus crepitans pallidus Nelson, 1905